# Sandy Powell (humorista)
Sandy Powell (30 de enero de 1900 – 26 de junio de 1982) fue un humorista británico, conocido sobre todo por su trabajo radiofónico en la década de 1930 y por utilizar la muletilla Can You Hear Me, Mother?

## Biografía
Su verdadero nombre era Albert Arthur Powell, y nació en Rotherham, Inglaterra. Estudió en la White's school de Masbrough, ayudando en esa época a su madre, Lily le Maine, a montar un show de marionetas. Tras dejar la escuela se hizo artista de music hall, llevando a menudo un kilt para hacerse pasar por un humorista Escocés. En esos años estuvo asociado con la cantante Gracie Fields, y editó varias grabaciones en las que colaboraba con ella.
En total hizo 85 grabaciones a 78 rpm entre 1929 y 1942, casi todas discos de doble cara con sketches en los que él interpretaba diferentes situaciones. La primera, The Lost Policeman, en el económico sello Broadcast Twelve Records, vendió casi medio millón de copias, haciéndose muy populares sus posteriores grabaciones para Broadcast y Rex Records. En una entrevista en 1982 explicaba que utilizaba su trabajo en la escena para promocionar los discos, en lugar de lo contrario.
Powell tenía a un compañero en sus actuaciones en la década de 1930, el niño soprano Jimmy Fletcher, padre del actor Gerard Fletcher, intérprete de Emmerdale, Coronation Street y otros shows televisivos. A partir de 1930 Powell llevó a su propia revista, Sandy Powell's Road Show, en gira – se mantuvo diez años y fue extremadamente popular, a pesar de disponer solo de unos pocos artistas y de dos telones de fondo.
También en los años treinta, empezó a trabajar en la radio, siempre presentando su show con la muletilla Can You Hear Me, Mother? Además actuó en diferentes filmes, usualmente como él mismo. Una figura famosa, trabajó de continuo en la radio, la televisión y la pantomima a lo largo de las décadas de 1940 y 1950. Actuó con su compañía Starlight en el teatro Eastbourne Pier durante más de quince temporadas en los años cincuenta y sesenta, ganándose el mote de 'Mr Eastbourne', actuando de modo ocasional en dicho lugar hasta su muerte en 1982. Parte de su número consistía en una comedia de ventriloquia. 
Su fama le valió ser nombrado en 1975 miembro de la Orden del Imperio Británico (MBE).
Sandy Powell falleció en 1982 en Inglaterra.

## Selección de su trabajo cinematográfico
- Cup-tie Honeymoon (1948)
- Home from Home (1939)
- I've Got a Horse (1938)
- It's a Grand Old World (1937)
- Can You Hear Me, Mother? (1935)
- Sandy the Fireman (1930)